# Návrat do Cold Mountain
Návrat do Cold Mountain (v anglickém originále Cold Mountain) je koprodukční dramatický film z roku 2003. Režisérem filmu je Anthony Minghella. Hlavní role ve filmu ztvárnili Jude Law, Nicole Kidmanová, Renée Zellweger, Eileen Atkins a Kathy Baker.

## Ocenění
Renée Zellweger získala za svou roli v tomto filmu Oscara, Zlatý glóbus, cenu BAFTA a SAG Award. Jude Law byl za svou roli v tomto filmu nominován na Oscara, Zlatý glóbus a cenu BAFTA. Nicole Kidman byla za svou roli v tomto filmu nominována na Zlatý glóbus. Film získal cenu BAFTA v kategorii nejlepší hudba. Film byl dále nominován na pět Oscarů (dvakrát v kategorii nejlepší originální píseň, dále v kategoriích nejlepší kamera, střih a hudba), pět Zlatých glóbů (kategorie nejlepší film-drama, režie, scénář, hudba a píseň) a deset cen BAFTA (kategorie nejlepší britský film, film, scénář, kamera, střih, výprava, kostýmy, zvuk, masky a režie).

## Obsazení
| Jude Law               | W. P. Inman     |
| Nicole Kidmanová       | Ada Monroe      |
| Renée Zellweger        | Ruby Thewes     |
| Eileen Atkins          | Maddy           |
| Kathy Baker            | Sally Swanger   |
| James Gammon           | Esco Swanger    |
| Brendan Gleeson        | Stobrod Thewes  |
| Philip Seymour Hoffman | reverend Veasey |
| Charlie Hunnam         | Bosie           |
| Cillian Murphy         | Bardolph        |
| Natalie Portmanová     | Sara            |
| Giovanni Ribisi        | Junior          |
| Donald Sutherland      | reverend Monroe |
| Ethan Suplee           | Pangle          |
| Emily Deschanelová     | paní Morgan     |
| Melora Walters         | Lila            |
| Taryn Manning          | Shyla           |